# 惠特利海茨 (紐約州)
惠特利海茨（英語：Wheatley Heights）是位於美國紐約州薩福克縣的普查規定居民點。

## 人口
根據2020年美國人口普查的數據，惠特利海茨的面積為3.41平方千米，皆為陸地。當地共有人口5140人，而人口密度為每平方千米1,507.33人。